# Tercera Guerra Carlina
La Tercera Guerra Carlina fou una guerra civil espanyola que va tenir lloc del 1872 al 1876. El pretendent al tron del Regne d'Espanya Carles VII va cridar a la revolta el 15 d'abril de 1872 i va ser escoltat pel País Basc, Catalunya i també es van aixecar partides a altres llocs.
Un dels motius que va empènyer alguns sectors de Catalunya a sumar-se a la revolta, va ser la promesa de restauració de les Constitucions catalanes, abolides pels Decrets de Nova Planta de Felip V (1714).
El febrer de 1873, amb la proclamació de la República, molts monàrquics es van passar als carlins. A Catalunya el representant de Carles, el seu germà Alfons Carles de Borbó, va haver de passar a França l'octubre de 1875 i les darreres partides foren liquidades el novembre de 1875 donant-se la guerra per acabada el 19 de novembre de 1875. Al País Basc, després de la Batalla de Montejurra el 17 de febrer de 1876, Carles VII va passar a França (27 de febrer de 1876) i el mateix dia Alfons XII va entrar a Pamplona.

## Antecedents

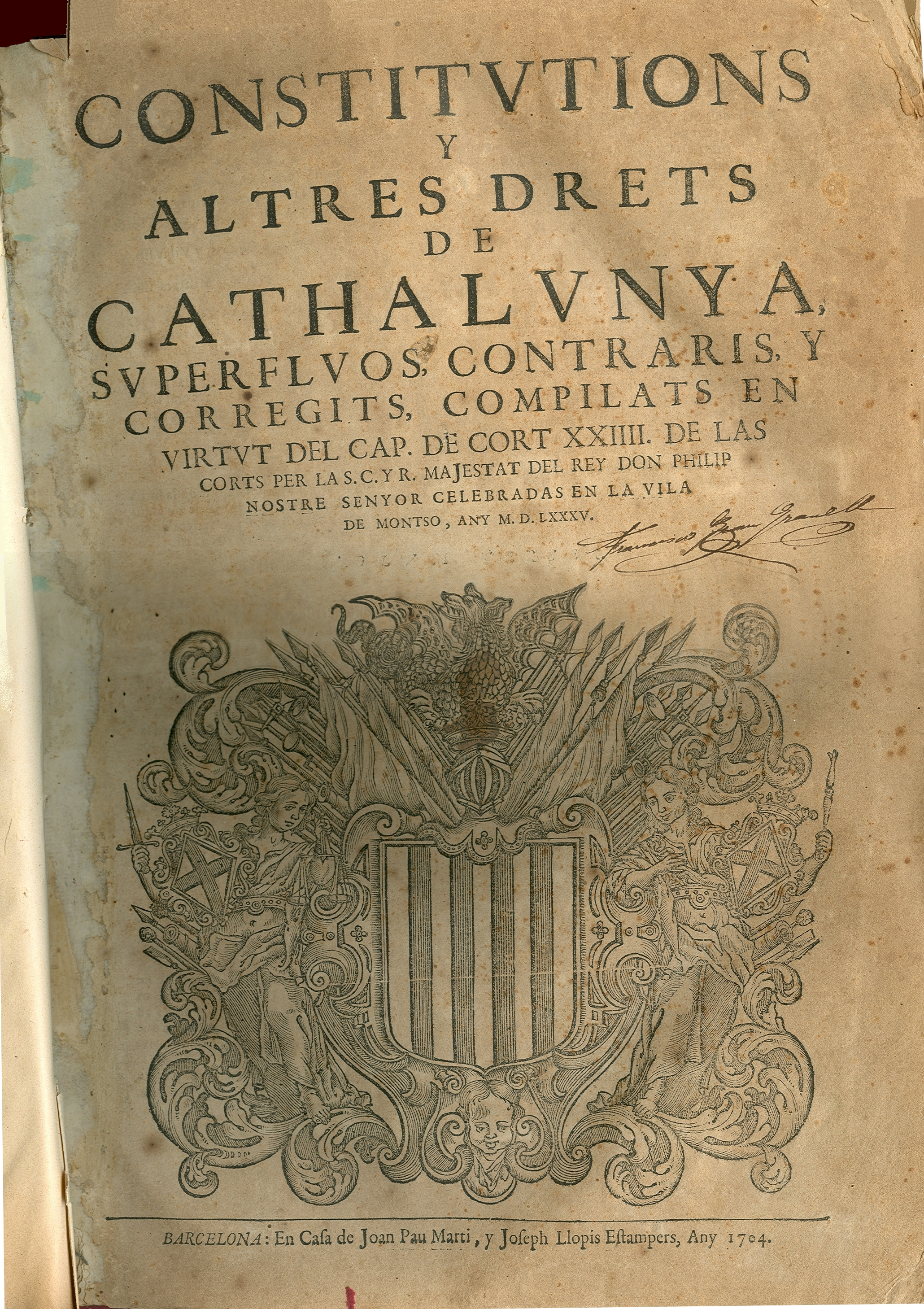
Constitucions de Catalunya de 1585

Després de la proclamació de la Primera República Espanyola al febrer de 1873, molts monàrquics isabelins es van passar al bàndol carlista, augmentant amb la insurrecció cantonalista. Per contra, el cop de Pavía el gener de 1874 i el pronunciament d'Arsenio Martínez Campos el 29 de desembre de 1874, que va conduir la restauració de la dinastia caiguda el 1868 en la persona d'Alfons XII, van contribuir a restar forces als carlistes, així com l'acostament al Vaticà del Govern espanyol, i el reconeixement d'Alfons XII per part de Ramon Cabrera que va publicar un manifest a la Nació i un altre dirigit al Partit Carlista.

## La guerra contra Amadeu de Savoia
El 1872 els carlins catalans van ser els primers de llençar-se al carrer per defensar la causa de Carles VII. Joan Castells, que havia estat detingut després del destronament d'Isabel II d'Espanya i empresonat al castell de Montjuïc, fou alliberat en 6 d'abril de 1872, aixecant-se immediatament i formant una partida de 500 homes fou nomenat capità general dels carlins a la província de Barcelona. Després del desastre d'Oroquieta, els carlistes basco-navarresos es van rendir i el pretendent va haver de tornar a fugir a França. Per tant, després d'això els únics que mantenien la causa carlina armada a Espanya eren els catalans.
Els objectius dels carlins eren hostilitzar les forces de l'ordre i les poblacions fidels al govern, dificultar les comunicacions i imposar la seva legalitat, recaptar fons per al seu manteniment, amb dos tipus de partides, les de reduït nombre i que es dedicaven a hostilitzar les petites poblacions, efectuant baixades al pla i evitant l'enfrontament directe amb l'exèrcit o milícies, i les de contingents més nombrosos que, al comandament de personatges com Martí Miret, Joan Castells o Francesc Savalls, recorrien el Principat i eren reforçades ocasionalment per les partides «locals» citades anteriorment, de fins a dos mil, però el més freqüent era que les partides fossin d'alguns centenars d'homes.
Després de la campanya de recaptació de l'estiu el 1872, que inclogué el fracàs de l'assalt de Terrassa, el pretendent carlí Carles VII impulsà la lluita a Catalunya enviant-hi el seu germà Alfons Carles de Borbó provinent del Vallespir, que va entrar a Catalunya el 30 de desembre, per trobar-se amb Francesc Savalls al santuari de Finestres, el 8 de gener de 1873. Un cop al país va destituir el general Joan Castells, comandant general de la província de Barcelona, nomenant Jeroni Galceran com a comandant en cap de la província de Barcelona, i que havia estat ferit a Santa Pau el 10 de gener.
El 27 de gener tot l'exèrcit carlí de la província de Barcelona es reuní a Moià des del Penedès, a les ordres de Jeroni Galceran, juntament amb altres cabdills com Vila de Prat, Masachs, Camps o el mateix Miret. En total sumaven 1.000 homes i 50 cavalls.

## Instauració de la República

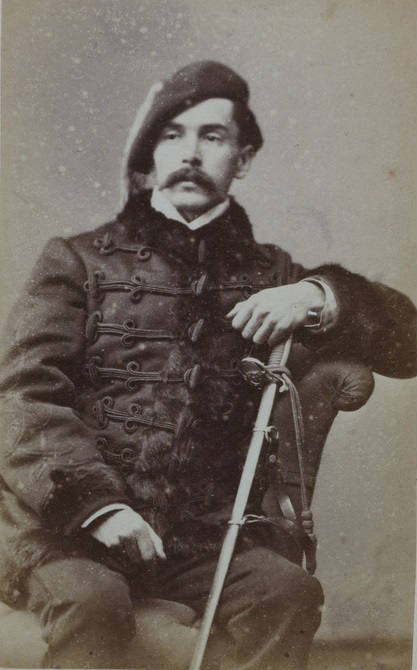
Militar carlí (1872-1876)

Els carlins catalans van seguir alçant partides i fent accions i van continuar amb la seva gesta de defensar-se gairebé sols contra els exèrcits d'Amadeu de Savoia, que va abdicar en 10 de febrer de 1873, establint-se la Primera República Espanyola,
El 19 de febrer Galceran passà per Carme i feu nit a Capellades. A la fi de febrer els carlins van endegar una campanya per conquerir Berga, però les tropes del General Castells es van retirar, i les tropes de reforç de Galceran canviaren d'objectiu i es dirigiren cap a Conanglell, i el 2 de març, en arribar a la Serra del Grau, foren sorpresos per un grup d'homes que van disparar les seves armes contra la infanta, que va sortir il·lesa de l'atac. Francesc Savalls es va retirar de l'avanç en el darrer moment quan s'assabentà que Arsenio Martínez-Campos s'acostava amb una columna des d'Olot, de manera que Jeroni Galceran anà cap a La Gleva i els infants cap a Ribes de Freser, que s'havia convertit en el quarter general dels carlins i on s'havia de reunir amb un contingent d'homes que sota el comandament del capità Ribas havien lluitat al costat de l'infant a Roma durant la Unificació italiana.
El general republicà Contreras va sortir de Barcelona el 15 de març en direcció a Esparraguera amb sis companyies del regiment d'infanteria d'Amèrica, una secció del regiment de cavallería d'Alcantara, una altra d'Almansa, i una altra de Tetuan, i una bateria d'artilleria de muntanya, dirigint-se a continuació a Manresa i Moià. Savalls va emprendre un atac contra Ripoll, que va caure el 23 de març i Rafael Tristany conqueria La Pobla de Segur i Gerri de la Sal. mentre Galceran i Miret s'enfrontaven a la columna liberal del nou capità general de Catalunya Juan Contreras a La Gleva, on tot i morir Galceran, els liberals van abandonar Conanglell i els liberals van haver de tornar a Vic, i Berga va caure en 27 de març, i finalment Contreras va dimitir el 31 de març.
El general Francesc Vallès Roselló fou ferit en l'acció de la Pobla de Granadella i Francesc Tallada i Forcadell prengué el comandament de les seves forces, combatent contra els republicans a Margalef, Cardó i la Palma; feu una incursió a la província de Lleida, i malgrat veure's perseguit per quatre columnes enemigues, el 6 de desembre de 1872 era a Móra d'Ebre i el 8 del mateix mes es presentà a l'Ermita de la Providència, entrant després a Montblanc i la Selva del Camp. Desarmà els voluntaris republicans de Riudecols i d'El Perelló. En la batalla de la Pileta, el 8 de març de 1873, fou mort d'un tret de bala.

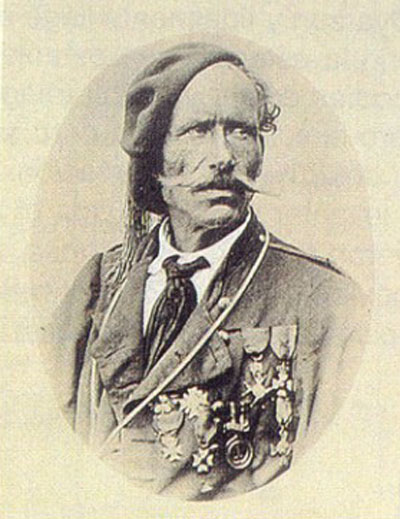
El Mariscal Francesc Savalls i Massot

Després de fracassar al setge de Puigcerdà, en la batalla d'Alpens, les forces de l'Infant Alfons i de Francesc Savalls derrotaren una columna liberal comandada pel brigadier Cabrinetty, que disposava de 1.500 homes, 70 cavalls i dues peces d'artilleria.
El 16 de juliol Carles VII torna a Navarra, i es va reactivar la revolta al País Basc i Navarra. Carles VII establí la capital a Estella-Lizarra i iniciant un nou Setge de Bilbao.
L'estiu de 1873, Isidre Pàmies, Cercós amb la seva partida va recórrer el camp de Tarragona i el Priorat cobrant contribucions i enderrocant les fortificacions de Marçà, i després de derrotar els liberals a l'Albiol el 2 de setembre de 1873, i la batalla de Prades, on Cercós morí en combat.
Les tropes dels carlins catalans comandades per Rafael Tristany prengueren Castellciutat, Vic, Manresa i Olot davant la impotència i desesperació dels govern de Madrid. Aquestes conquestes oferiren als carlins el domini d'una gran part de tota la Catalunya interior mentre les forces lleials al govern de Madrid amb prou feines tenien capacitat per assegurar les ciutats costaneres.
El primer acte simbòlic de la restauració de les institucions constitucionals pròpies de Catalunya pels carlins fou la jura dels furs. Seguidament i a fe de restaurar les institucions constitucionals de Catalunya abolides després del 1714, els carlins restauraren oficialment la Diputació General de Catalunya l'1 d'octubre de 1874. En fou declarat President el general Rafael Tristany i Parera, que jurà els furs a Olot, i aquest seria seguit després per Francesc Savalls. La restitució de la Diputació General de Catalunya es va aconseguir gràcies al decret que el pretendent carlí Carles VII havia signat el 26 de juliol de 1874 on confirmava la promesa de restauració de les antigues llibertats de Catalunya. La seu de la Diputació va quedar establerta provisionalment a Sant Joan de les Abadesses, des d'on es publicà el Boletín Oficial del Principado de Cataluña des del desembre de 1874 al març de 1875.
A primers de 1874 Alfons Carles de Borbó i Àustria-Este, germà de Carles VII es trasllada a la zona Centre organitzant les forces carlines de València i Aragó, creant la divisió del Maestrat i nomenat comandant general de la mateixa al Brigadier Francesc Vallès Roselló, i integrant en la mateixa a la brigada Castelló, comandada per Pascual Cucala Mir.
El general Montenegro, cap de les forces liberals que operaven a la província de Castelló, va detectar que les forces carlines al Maestrat es dirigien al sud, cap a la província de València i es va posicionar a l'Alcora, ocupant el 13 de juliol l'ermita de Sant Cristòfol, i a la nit forces carlines es van situar per l'antic camí de Lucena. Al matí del 14 té lloc la batalla d'Alcora, amb la retirada carlina, però Alfons va creuar la serra Espadà fins a Segorb, sense trobar resistència, assetjant Terol, que no va arribar a prendre i ocupant Conca el 15 de juliol.
Durant el 1875 la guerra la dominen els liberals, i els carlins s'anaren rendint o travessant la frontera, resistint en progressiva decadència i abandonant el País Valencià en direcció a Catalunya després de la derrota de l'Exèrcit carlí del Centre d'Antonio Dorregaray a la batalla d'Alcora contra el general Montenegro el 27 de maig, fins que el febrer de 1876 es dona la guerra per acabada i Carles VII travessa la frontera.

## Revolució cantonal
L'any 1873 aparegué el Cantonalisme, un moviment o aixecaments o insurreccions populars que va tenir lloc en diverses localitats del País Valencià, d'Andalusia i especialment de Cartagena. El seu objectiu era instaurar un règim federal per als antics estats històrics, les províncies i els municipis (els cantons). Es deu a unes aspiracions autonomistes propiciades pels republicans federals. La revolta fou ràpidament esclafada militarment, tret de a Cartagena, ciutat que oferí una forta resistència i que no caigué fins al gener de 1874.

## Restauració borbònica
El pronunciament d'Arsenio Martínez Campos el 1874 restablí la monarquia i la dinastia borbònica en el fill d'Isabel II, el rei Alfons XII d'Espanya.
El gener de 1875 la columna de Martí Miret va assaltar Granollers, i finalment la guerra a Catalunya acabà l'estiu de 1875 quan Olot i La Seu d'Urgell van caure en mans de les tropes isabelines d'Arsenio Martínez-Campos i Joaquim Jovellar i Soler, i a Navarra i al País Basc l'ofensiva s'inicià l'hivern de 1875, i s'acabà quan Arsenio Martínez-Campos va entrar a la vall del Bidasoa, i Fernando Primo de Rivera y Sobremonte a Estella-Lizarra, la capital del carlisme, que va caure el 19 de febrer de 1876. El mateix Alfons XII d'Espanya va posar-se al capdavant dels dos exèrcits, que prengueren Donostia i Pamplona, i Ramon Cabrera i Grinyó va reconèixer com a rei a Alfons XII.

## Fronts de combat

### País Basc i Navarra

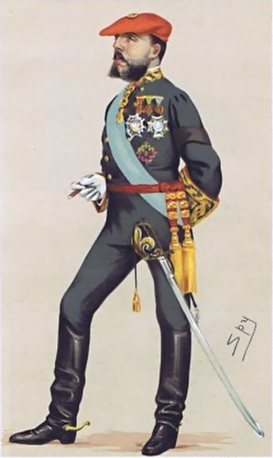
El pretendent Carles VII, en un dibuix de la revista Vanity Fair de 1876

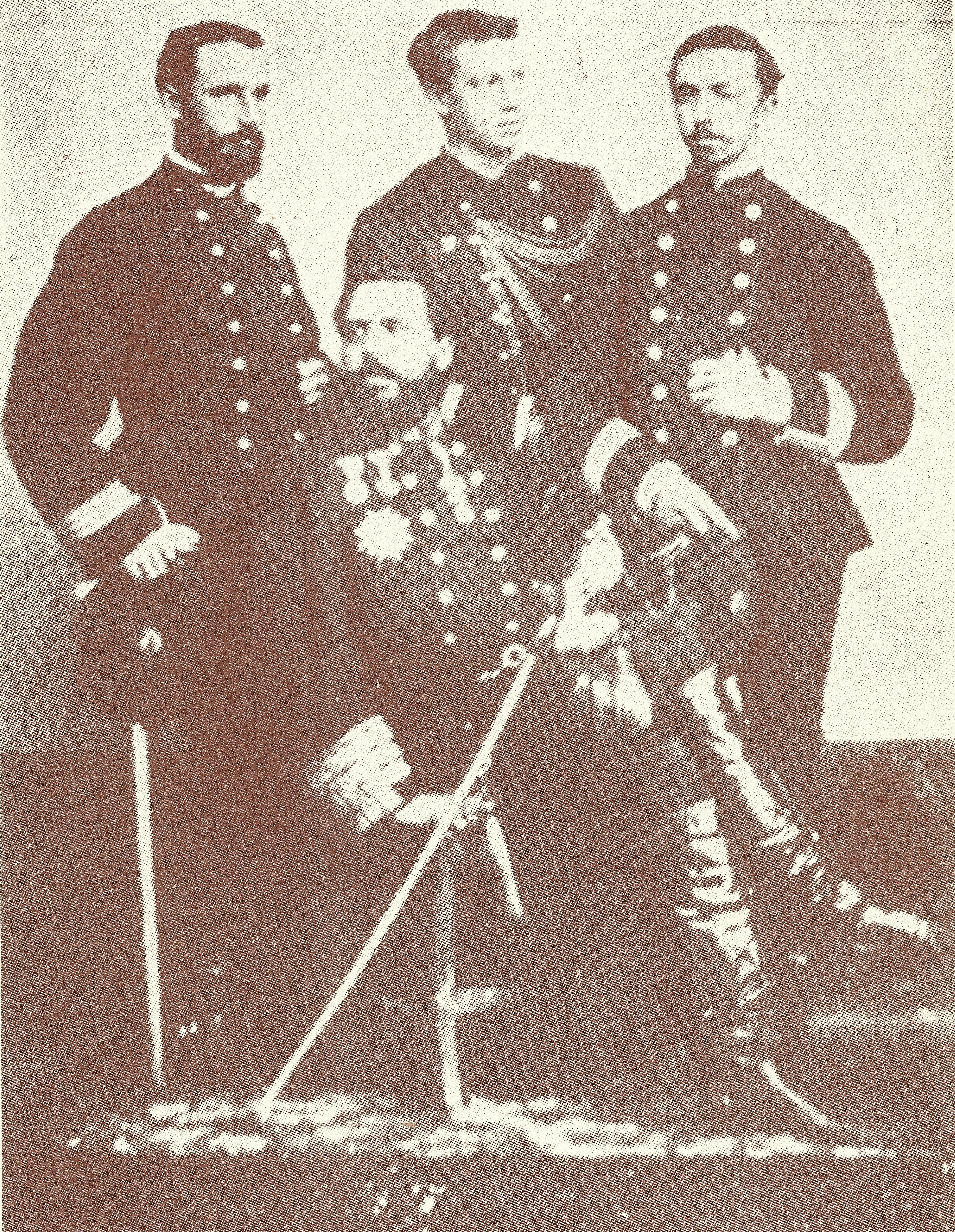
Els Borbons italians durant la tercera guerra carlina: assegut, el pretendent Carles VII. Dempeus, d'esquerra a dreta: el duc de Parma, el duc de Bardi i el comte de Caserta.

El pretendent va travessar la frontera francesa a Navarra el 2 de maig de 1872 i es va posar al capdavant de l'alçament, però el 4 de maig el general governamental Domingo Moriones va entrar per sorpresa en el campament carlista a Oroquieta, i el pretendent va haver de creuar precipitadament la frontera francesa, posant fi, momentàniament, a la insurrecció al País Basc i Navarra després de la signatura del Conveni d'Amorebieta el 24 de maig entre el president del govern d'Amadeu I, Francisco Serrano, i els líders carlistes de Biscaia. No obstant això, el conveni va ser mal rebut per les Corts i Serrano va haver de dimitir. Tampoc es va acceptar el conveni des del bàndol carlí i el pretendent va considerar als signants com a traïdors.
Després del fracàs del primer aixecament al País Basc i Navarra, el pretendent va destituir a la majoria dels caps militars i va establir el 18 de desembre com a data per a la nova revolta. Entre les nombroses partides que es van aixecar va destacar la del Capellà Santa Cruz. Durant el desembre i els primers mesos de 1873 els carlistes van tornar a aixecar nombroses partides a la regió. El 5 de maig de 1873 es va produir una important victòria a Eraul, Navarra, quan les forces de Dorregaray, Rada i altres líders carlins van vèncer les tropes de Navarro, a les quals van produir nombroses baixes i presoners. Aquesta victòria al costat d'altres com la de Belabieta o Mañeru va donar ales al carlisme al País Basc.
El pretendent va tornar a entrar al juliol de 1873 a Espanya, i a l'agost els carlistes van conquerir Estella, que van convertir en la seva capital, però van fracassar en els intents de conquerir Bilbao. El setembre del 1874, els carlistes mantenien 24.000 homes armats i ocupaven gairebé per complet el País Basc i Navarra, excepte les capitals. Es va establir així un veritable Estat carlista que tenia la seva base en les diputacions forals i en el qual Carles VII era el cap d'Estat i estava al capdavant d'un Govern compost per tres secretaries d'Estat: Guerra, Negocis Estrangers i Estat, i, Gràcia, Justícia i Hisenda. El nombre de carteres augmentaria posteriorment fins a cinc. Existia també un Codi Penal, Tribunal Suprem de Justícia, Duanes, servei de correus, i el 1874 es va establir una universitat a Oñati.
Després de la fi de la guerra a Catalunya al novembre de 1875, l'exèrcit governamental es va concentrar en el front del nord i el gener de 1876 va començar una gran ofensiva que va portar a conquerir Estella-Lizarra al febrer, sent forçat el pretendent a travessar la frontera el 28 de febrer de 1876, el dia que Alfons XII entrava a Pamplona.

### Catalunya
A Catalunya, l'aixecament es va realitzar fins i tot abans de la data que havia designat el pretendent. Joan Castells, al capdavant de 70 homes, es va revoltar uns dies abans.
El pretendent va nomenar al seu germà Alfons Carles com a capità general de Catalunya, encara que fins a cap d'any no va travessar la frontera i va ser Rafael Tristany qui va assumir transitòriament el càrrec. Encara que es van formar partides guerrilleres en gairebé totes les comarques catalanes, no es va arribar a organitzar una estructura militar comuna. La revitalització de la insurrecció en el front nord i l'arribada d'Alfons Carles el desembre de 1872 van reactivar les partides carlistes a Catalunya, al mateix temps que la partida de Pasqual Cucala Mir aconseguia el suport popular en el Maestrat i es formaven unes altres fins a totalitzar uns 3.000 homes. A la província de València, els carlistes mantenien 2.000 homes armats en diverses partides i a la província d'Alacant uns 850.
El general Marco de Bello havia organitzat la divisió aragonesa i l'administració civil i militar de la regió. Malgrat aquesta organització tenien seriosos problemes per pagar als soldats i armar-los, ja que s'armaven amb el robat a l'enemic o comprades a l'estranger. Va organitzar diversos batallons carlistes i les companyies del Pilar que eren soldats de preferència dins de l'exèrcit carlista del Centre. Va perdre alguns combats com a Casp, però va poder rebutjar un atac dels republicans a Cantavella. Les partides en el Maestrat van anar augmentant i barrejant-se amb les d'Aragó, Catalunya, Conca i Albacete. Així per exemple, la partida de Cucala entrava i sortia de Catalunya. L'any 1874, l'infant Alfons va enviar els homes de Vallès (carlistes de Tarragona) a reforçar els homes del Maestrat. Els carlistes van poder arribar a crear un miniestat amb centre a Cantavella que, després de ser assetjada, va haver de capitular el 6 de juliol del 1875.
La mobilització carlista es va reduir en altres zones a petites partides aïllades; destacaven uns 400 homes a Extremadura i les partides de Castella la Nova, sobretot a la província de Ciudad Real.
També cal destacar la conquesta de la ciutat de Conca l'any 1874 per tropes carlistes al comandament d'Alfons Carles i la seva esposa Maria de les Neus de Bragança. El març d'aquest any, les forces carlistes, dirigides per Francesc Savalls, van posar setge a Olot i, després de conquerir-la, la van convertir en la seva capital. El mes de juliol s'estableix a Sant Joan de les Abadesses la Diputació de Catalunya, que presidia Tristany, i que intentava dotar d'una organització político-administrativa als territoris controlats pels carlins catalans.
Al març de 1875, Martínez-Campos va ocupar Olot i va sotmetre a setge la Seu d'Urgell. La seva conquesta per les tropes governamentals a l'agost va fer que el 19 de novembre finalitzés la lluita a Catalunya.

## Batalles destacades
- Acció d'Oristà, el 12 de juny del 1873
- Batalla d'Alpens, el 9 de juliol del 1873
- Batalla del Toix, el 14 de març del 1874

## Personatges
- Rafael Tristany
- Francesc Savalls
- Alfons Carles de Borbó i Àustria-Este
- Eduardo Nouvilas
- Arsenio Martínez Campos
- Martí Miret i Queraltó
- Joan Francesch i Serret
- Andreu Molera